# Älvkarleby kyrka
Älvkarleby kyrka är en kyrkobyggnad i Uppsala stift. Den är församlingskyrka i Älvkarleby-Skutskärs församling.

## Kyrkobyggnaden
Älvkarleby kyrka består av rektangulärt långhus med polygonalt kor, sakristia i norr och vapenhus i söder. Den vitputsade kyrkan är uppförd av natursten, med tegel i omfattningar och gavelrösten. Sakristian och koret är murade i tegel. Långhuset täcks av ett sadeltak, som är valmat över koret. Vapenhuset har sadeltak, över sakristian ett pulpettak. Kyrkorummet nås via vapenhuset.
Kyrkans äldsta del är långhuset, som påbörjades 1478 och invigdes 1490 av ärkebiskop Jakob Ulvsson. Redan från begynnelsen hade kyrkan rikt dekorerade valv. Även vapenhuset är troligen ursprungligt. På grund av befolkningstillväxt i socknen började man bygga ut kyrkan på 1690-talet, och 1702 stod det nya tresidiga koret klart, med ett gravkor för socknens bruksherrar under golvet. Vidare ersattes den senmedeltida sakristian av en ny sakristia i norr, och över koret tillkom en liten takryttare, som togs bort 1829. Kyrkans utseende präglas av byggnadsverksamheten i början av 1700-talet. Vid en restaurering 1890–1891 blev tegelblinderingarna på västra gavelröstet och vapenhusets gavel övertäckta med puts. Dessa togs fram igen 1958.
Merparten av förändringarna som ägt rum sedan 1700-talet har rört interiören. Vid restaureringen 1890–1891 framtogs de medeltida valvmålningarna i långhuset. Väggarna försågs med schablonmålningar, eftersom de gamla målningarna var svårt skadade. Koret dekorerades med ornament i samma stil som medeltidsmålningarna. Sidoläktarna från 1772 togs ner, och ny bänkinredning, orgelläktare och predikstol tillkom. 1964–1965 gjordes en grundlig renovering, då bland annat kalkmålningarna rengjordes och nya golv lades i gången och koret. Vidare återtogs det senmedeltida altarskåpet som altarprydnad.
Kyrkan innehåller flera minnen av familjen Leijel i form av vapensköldar och skänkta inventarier, bland annat altartavlan skänkt av bröderna Jacob och Petter Leijel. En av kyrkans mest värdefulla prydnader är en målning av Joachim Bueckelaer (signerad 1563) föreställande Jesus väg till Golgata skänkt till kyrkan av familjen Leijel, troligen i början av 1700-talet. Målningen är försedd med ett postament och krön av epitafiekaraktär i barockstil som hugfäster minnet av David Leijel d ä (1621–1676), medgrundare av Älvkarleö bruk, och hans hustru Catharina Honnon (1635–1670). Båda är begravda i kyrkan tillsammans med andra ättlingar i en under koret befintlig gravkammare tillhörig de Leijelska och Anckarströmska ätterna samt sedermera Tottieska släkten. Dessa släkters första medlemmar är gravsatta i nämnda gravkammare.

## Inventarier
- Dopfunten med kraftig flätdekor på mellanstycket är samtida med kyrkan.
- Altarskåpet med strålomkransad Maria i mitten är samtida med kyrkan.

### Orgel
- 1741 togs ett gammalt positiv ner från kyrkan.
- 1741 byggde Daniel Stråhle ett orgelverk med 7 stämmor.[1] 1780 tillbyggdes orgeln till 11 stämmor av Niclas Söderström, Nora.

| Manual        |
| Kvintadena 8' |
| Principal 4'  |
| Gedackt 4'    |
| Kvinta 3'     |
| Oktava 2'     |
| Scharff III   |
| Trumpet 8'    |

- 1891 byggde E A Setterquist & Son, Örebro en orgel. 1919 utbyggdes orgeln av A Mårtenssons Orgelfabrik AB, Lund och fick då 15 stämmor fördelat på två manualer och pedal.
- Den nuvarande orgeln är byggd 1945 av Åkerman & Lunds Nya Orgelfabriks AB, Sundbybergs stad och är pneumatisk. Fasaden är från 1891 års orgel och tonomfånget är på 54/27. Den har två fria och 4 fasta kombinationer.

| Huvudverk I   | Svällverk II      | Pedal        | Koppel   |
| Principal 8´  | Salicional 8´     | Subbas 16´   | I/P      |
| Gedackt 8´    | Rörflöjt 8´       | Nachthorn 4´ | II/P     |
| Oktava 4´     | Principal 4´      | Basun 16´    | II/I     |
| Flöjt 4'      | Flöjt 4'          |              | I 4'     |
| Oktava 2'     | Nasard 2 2/3'     |              | II 16'/I |
| Mixtur III-IV | Flöjt 2'          |              | II 16'   |
| Trumpet 8'    | Ters 1 3/5'       |              | II 4'/P  |
|               | Krumhorn 8'       |              |          |
|               | Tremulant         |              |          |
|               | Crescendosvällare |              |          |

## Omgivning
- Öster om kyrkan står en rödfärgad klockstapel, som fick sitt nuvarande utseende 1834.
- På kyrkogården söder om kyrkan står ett bisättningskapell av trä som uppfördes under 1800-talets senare del.

## Bildgalleri

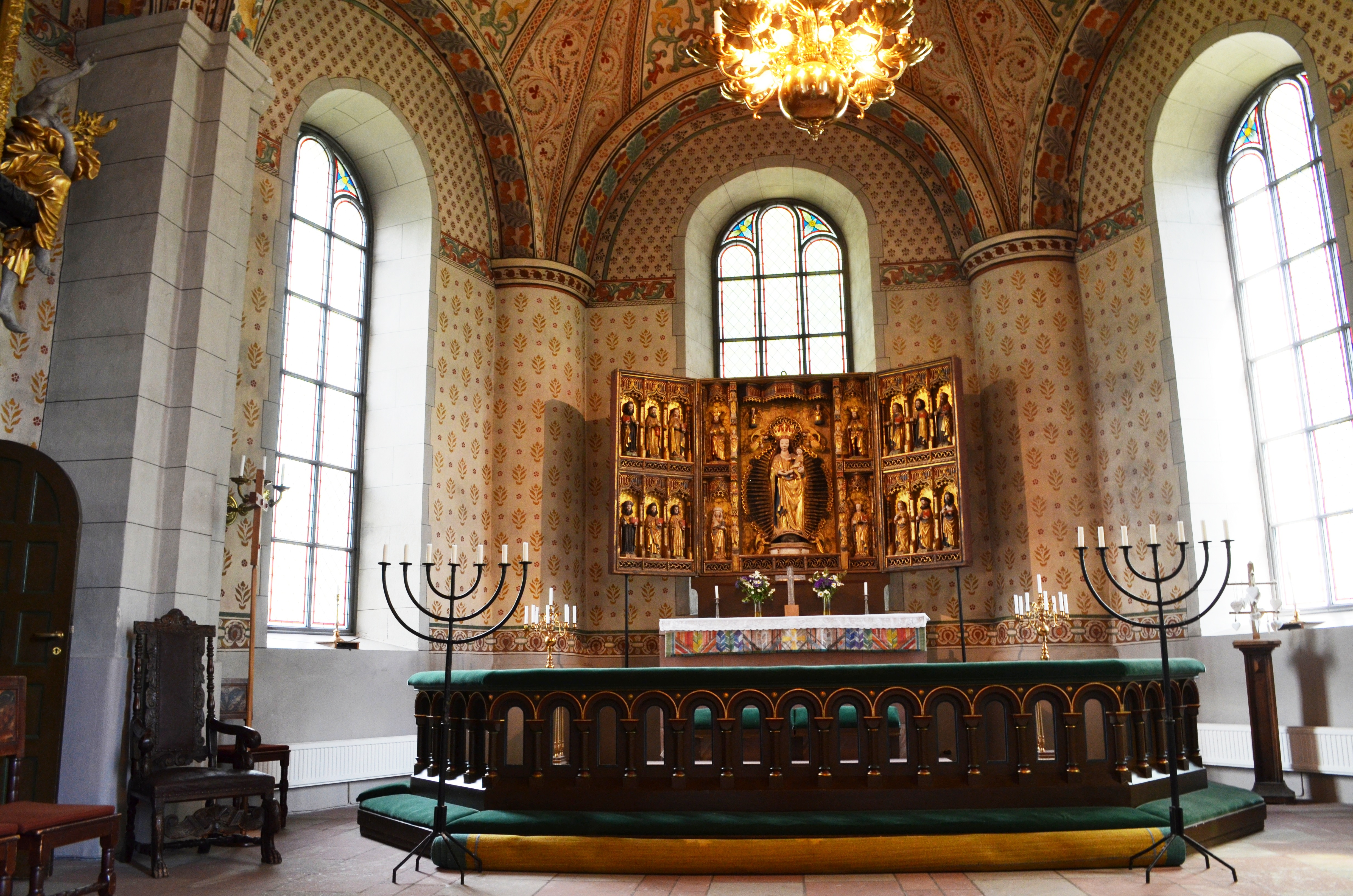
Älvkarleby kyrkas altare
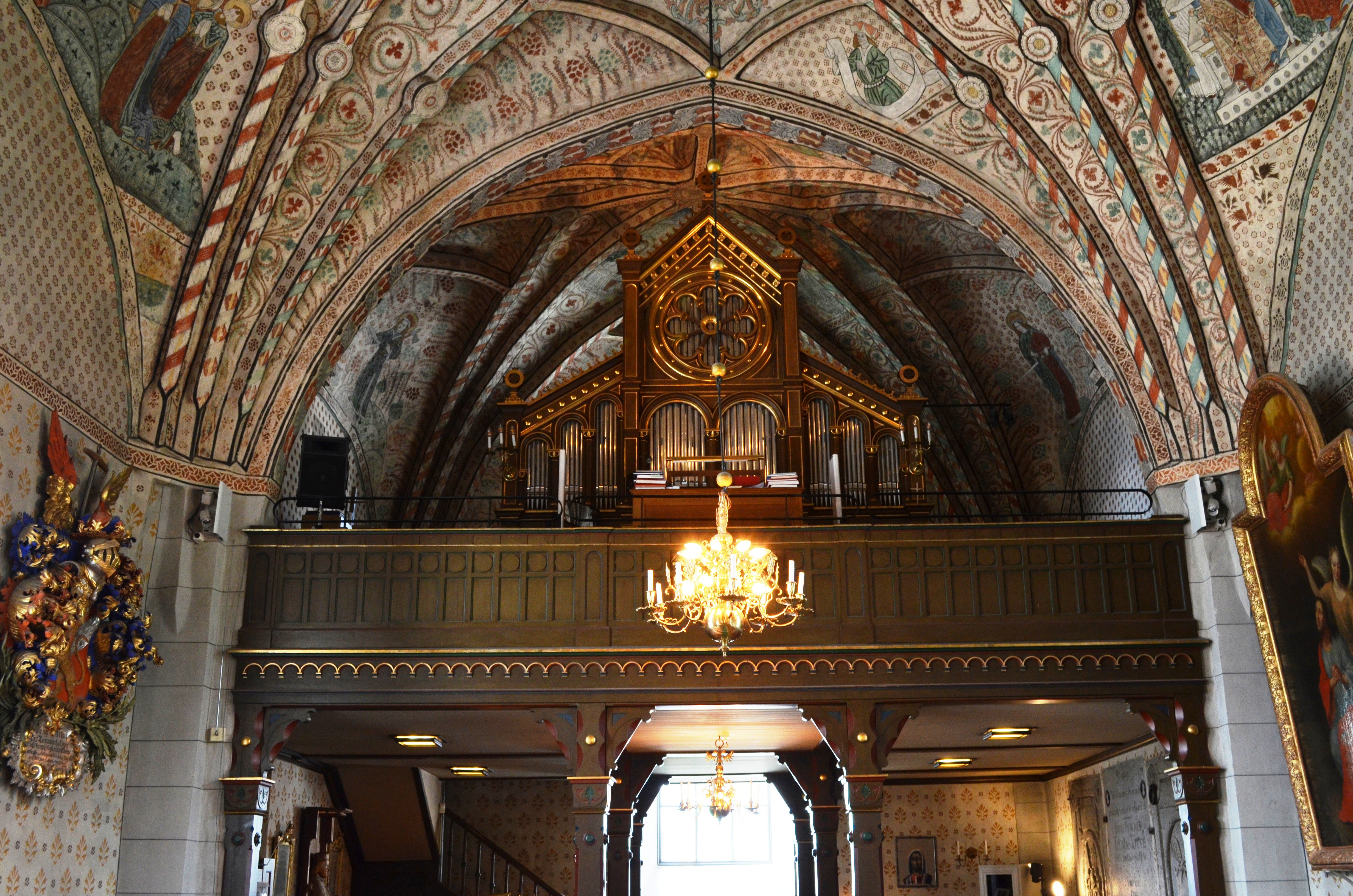
Älvkarleby kyrkas kyrkorgel
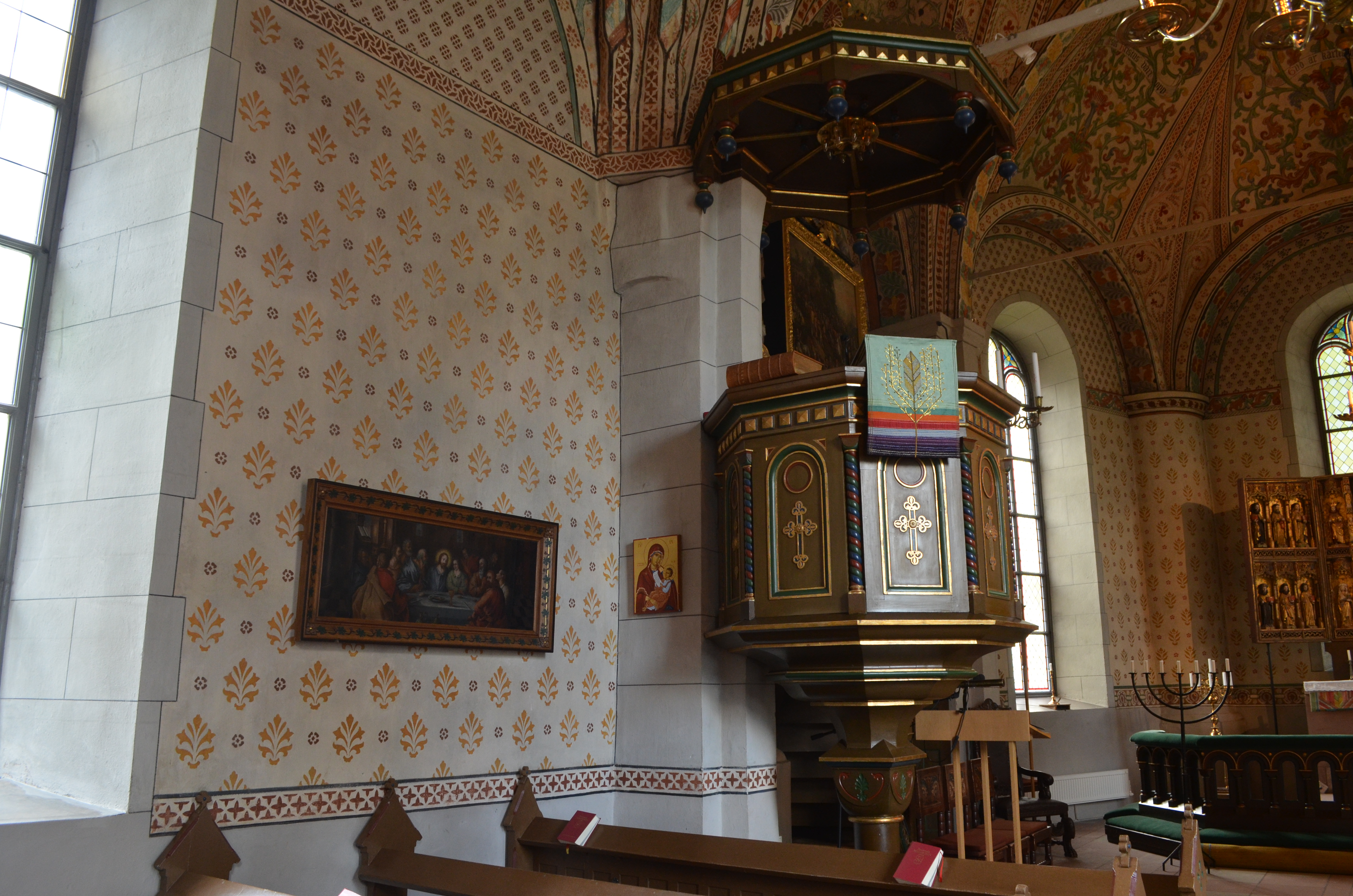
Älvkarleby kyrkas predikstol
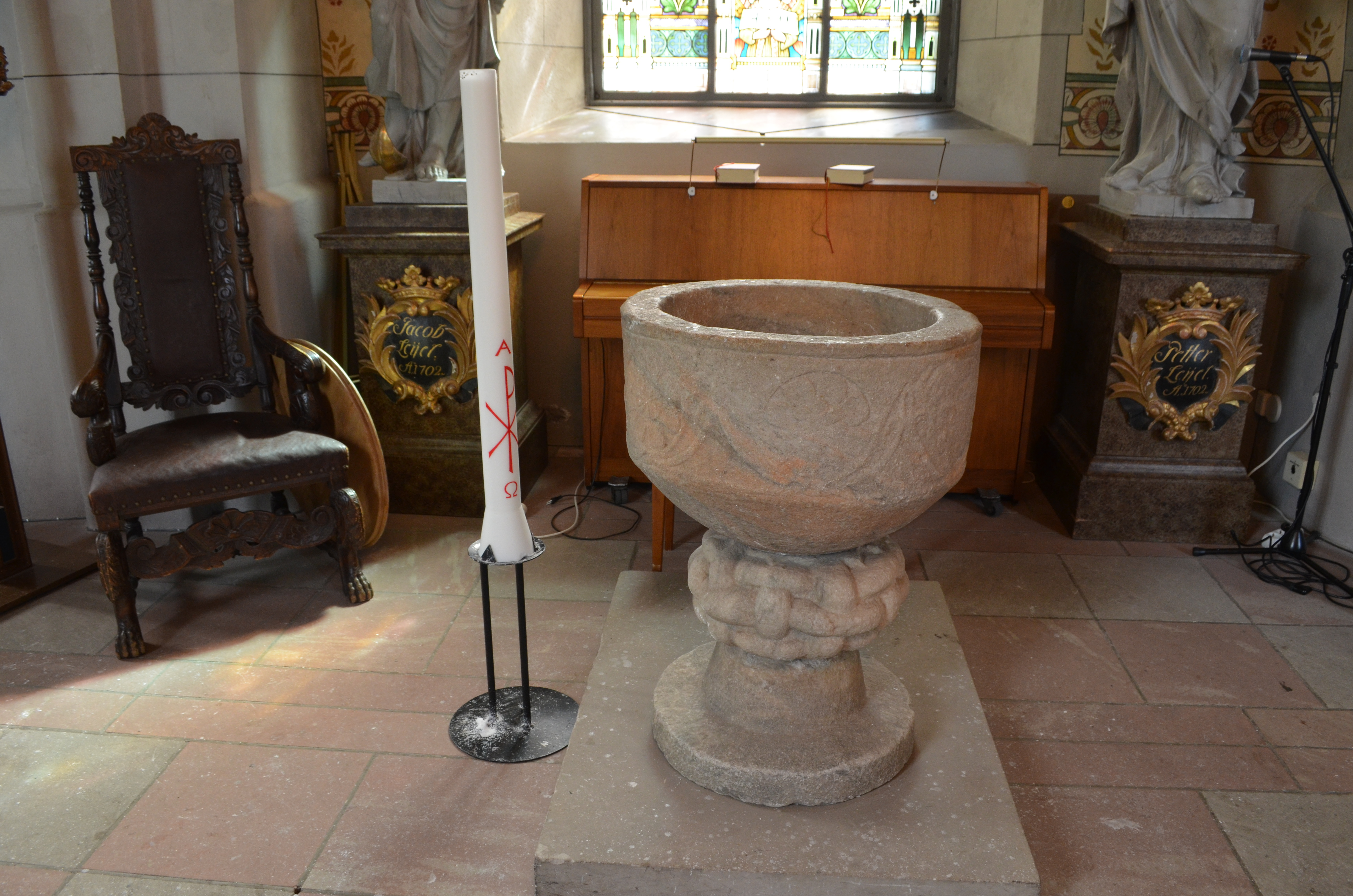
Älvkarleby kyrkas dopfunt
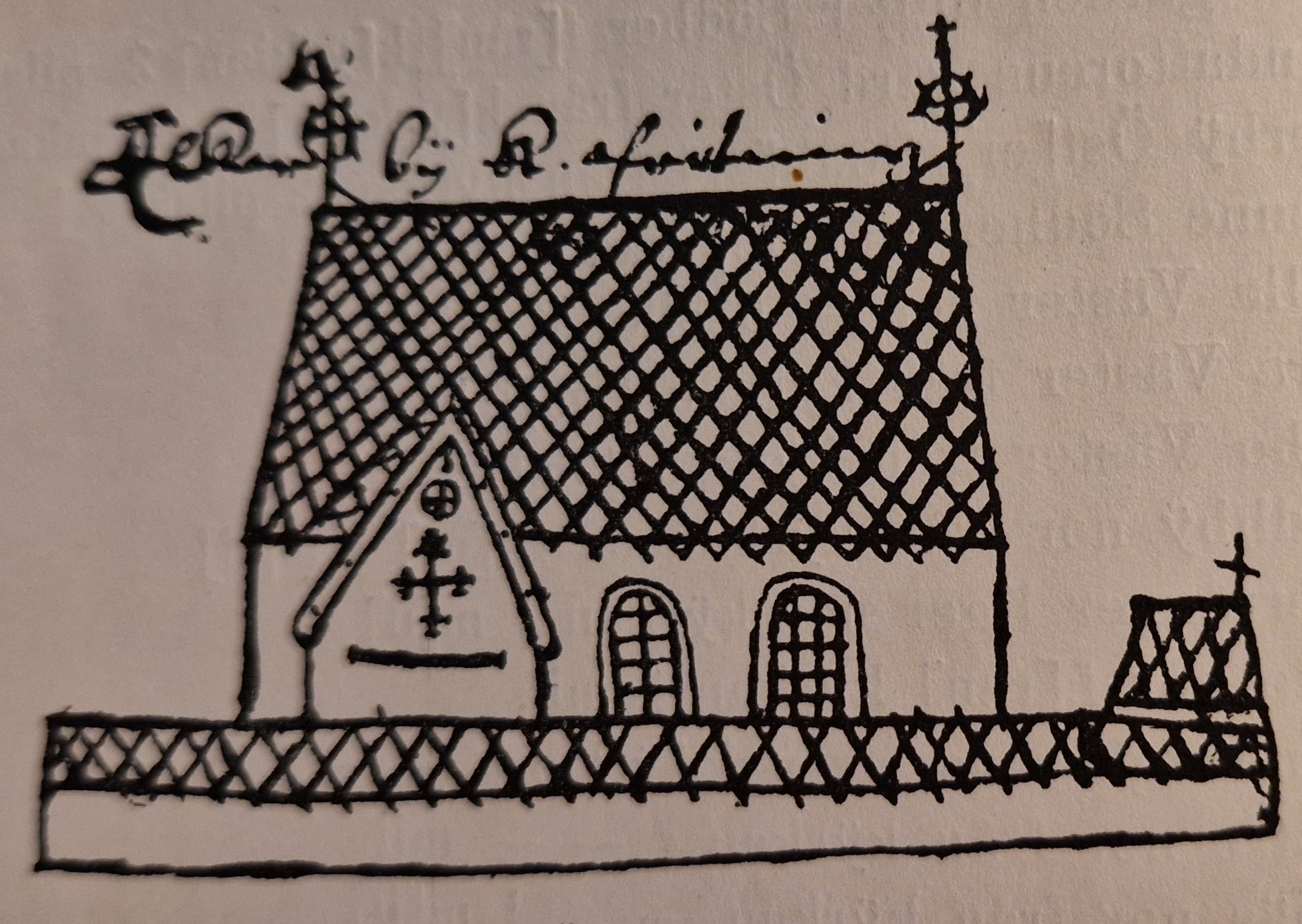
Älvkarleby kyrka tecknad av Johannes Haquini Rhezelius 1635–1638

### Webbkällor
- anläggningspresentation
- Älvkarleby-Skutskärs församling